# Марија Здравковић
Марија Здравковић (Београд, 1980) је српска сликарка која је са 23 године открила љубав према сликарству. Дипломирала је сликарство (2010) на Факултету ликовних уметности у Београду, у класи проф. Слободана Роксандића. Тренутно је на докторским уметничким студијама сликарства на ФЛУ у Београду. Самостално је излагала више пута у Београду, Новом Саду, Руми и Нишу. Члан је Удружења ликовних уметника Србије. Тренутно студира докторат из сликарства на Факултету ликовних уметности у Београду.

## Живот и каријера
Учесник је резиденциалног програма GloArt у месту Ланакен у Белгији, 2016. године. Била је сарадник и асистент норвешке уметнице Лив Кристин Холмберг на перформансима The Lost Humanity и Les Tenebre, који су у периоду од 2012 до 2018. извођени у Норвешкој.
Као сарадник норвешког уредника Трулс Лие 2014. учествуала је на Међународном Фестивалу документарног филма Cinema Vérité u Техерану.
Радила је и као асистент и сарадник на реализацији документарног филма Significance of freedom 2014.
Члан је УЛУС-а. Живи и ради у Београду.

## Ликовно стваралаштво
На последњим изложбама су заступљена њена дела из последњег циклуса на којима се бави цветним мотивом, који је вековима био тема сликања и уметникова инспирација. Кроз епохе, лепота цвећа, његова јединственост и симболика повезани су с временом и пролазношћу. На сликама најновијег циклуса приметна је промена приступа у сликарском изразу, али које ауторка користи као симбол, метафору не би ли изразила своја осећања.

То потврђује и текст Милана Ристића, кустоса у Галерији савремене ликовне уметности у Нишу који циклус под насловом: „Цвеће као моптив у сликама Марија Здравковић” овако описује.
Слике цвећа Марије Здравковић отворене су за учитавања утиска и значења, али свакако носе индекс мануелног стварања, процесуалности и личног емотивног учешћа ауторке. Стога изложба њена изложба представља прилику за ројење погледа на цветање и свега што се с тим може довести у везу.

Метрика животног потенцијала, од пупења до сушења и распада, цикличност живе активности и хибернације, дана и ноћи, живота и смрти, опет, свеобухватност трајања природе у материјалном и духовном смислу, делегирали су мотив цвећа за дугорочну осу бављења сликарке Марије Здравковић. Претпоставка ових катагорија може условити суздржанији однос према стварности или, напротив, грч хтења у тренутку трајања. Извесност цветања и неизвесност опажања референце су глобалног тренутака.“

## Самосталне изложе
- 2021. Галерија свремене ликовне уметности у Нишу, Салон 77, изложба слика:Цвеће.
- 2019. Продајна галерија Београд, изложба слика: „Крећем се без промене места“
- 2018.  - Галерији УЛУС у Београду, изложба слика и цртежа „Цвет као мисао“
- 2017. - Галерији Завода за проучавање културног развоја у Београду,
- 2016. - Галерија Београдске тврђаве,
- 2016. - Велика галерија ликовни салон у Културном центру Нови Сад
- 2016. - Галерије Завичајног музеја у Руми. (2016)